# جیمز اس. آلبان
جیمز شین البان (James Shane Alban) (زادهٔ ۳۰ اکتبر ۱۸۰۹ – درگذشتهٔ ۷ آوریل ۱۸۶۲)، وکیل آمریکایی، از پیشگامان ویسکانسین و سرهنگ ارتش اتحادیه در جنگ داخلی آمریکا بود. وی هنگام رهبری هنگ پیاده هجدهم ویسکانسین در نبرد شایلو جان باخت. او به عنوان عضو مجلس سنای ایالتی ویسکانسین نیز خدمت کرد.

## اوایل زندگی و تحصیلات
البان در شهرستان جفرسون، اوهایو از ویلیام و الیزابت البان زاده شد. در ۸ سالگی، خانواده‌اش به شهرستان استارک، اوهایو نقل مکان نموده و وی در آنجا در یک مزرعه کار کرد، تحصیلات عمومی دریافت نمود و حقوق خواند.

## پیشگامِ ویسکانسین
البان در ۱۸۳۳ میلادی با آماندا هاریس ازدواج کرد و آنها باهم پنج فرزند داشتند. البان در ۱۸۳۶ میلادی با خانواده جوان خود به سمت غرب حرکت کرد، نخست در نزدیکی شیکاگو توقف نموده و پس از آن در ۱۸۳۸ میلادی به حرکت خود به سوی قلمروی ویسکانسین ادامه داد. آنها از شهرستان دین عبور نموده و در نزدیکی منطقهٔ که حالا موسوم به شهر ساوک است توقف کردند تا مذاکرات میان ایالات متحده و قبیله وینه‌بگو را تماشا کنند، مذاکره‌ای که در نهایت منتهی به واگذاری تمامی زمین‌های شرق می‌سی‌سی‌پی از سوی وینه‌بگو شد. قبل از نافذ شدن این پیمان، البان خانواده خود از رود ویسکانسین که کاملاً یخ زده بود، عبور داده و به جای منتقل نمود که هنوز بخشی از قلمروی وینه‌بگو بود. در ۲۰ دسامبر ۱۸۳۸، خانواده البان در انتهای جنوبی ساوک پرایری ساکن شدند. البان‌ها نخستین خانواده «سفیدپوست» محسوب می‌شوند که در این شهرستان مسکن گزین شد و همچنین گفته می‌شود که دختر آنها الیزابت، نخستین کودک «سفیدپوست» بود که در این شهرستان متولد شد.
در ۱۸۳۹ میلادی، زمانی که البان در حال اکتشاف شمال محل سکونت خانواده خود بود، جهیل دیول را کشف نموده و موقعیت آنرا به کاوشگر ابین پیک گزارش داد. در زمستان ۱۸۳۹–۱۸۴۰ میلادی، البان و یک تعداد دیگر از ساکنین منطقه، از مجلس قانون‌گذاری قلمرو دادخواست نمودند تا منطقه آنها را به عنوان یک شهرستان جدید به رسمیت بشناسد – ساوک.
همسر وی آماندا در ۱۸۴۳ میلادی درگذشت و البان فرزندان خود را دوباره به اوهایو منتقل نمود. با این حال، او در ۱۸۴۴ میلادی با همسر دوم خود، کلاریسا دانفورت، ازدواج نموده و دوباره به قلمروی ویسکانسین نقل مکان کرد. این بار او در پلاور، شهرستان پورتیج مسکن گزین شده و نخستین دفتر حقوقی را در آنجا باز کرد. او در ۱۸۴۷ میلادی به عنوان نخستین وکیل مدافع شهرستان پورتیج گماشته شده و همچنین به عنوان خزانه‌دار این شهرستان خدمت کرد. در ۱۸۴۸ میلادی، او با لوتر هانچیت به شراکت آغاز کرد، کسی که بعدتر با دختر بزرگ وی لوسیندا ازدواج نمود.

## امور سیاسی ویسکانسین
در ۱۸۵۱ میلادی، البان از سوی تکت انتخاباتی حزب ویگ (آمریکا) به عنوان عضو مجلس سنای ایالتی ویسکانسین انتخاب گردیده و از گوشه وسیع شمال‌شرقی ایالت در دوره‌های ۱۸۵۲ و ۱۸۵۳ نمایندگی کرد. هنگام حضور در مجلس سنا، البان در کمیته تأسیس شرکت‌ها و کمیته آموزش، مدرسه و زمین‌های دانشگاه می‌نشست. زمانی که البان در کمیته دومی خدمت می‌کرد، نقش مهمی در تأسیس دانشگاه میلواکی و کالج ریسین ایفا کرد.
در آوریل ۱۸۵۴، البان برای کسب سمت قاضی دادگاه تجدید نظر ویسکانسین با عضو-مجلس جورج دبلیو. کیت، در هفتمین دوره دادگاه تجدید نظر وارد رقابت شد، اما شکست خورد. البان به پیشه حقوقی خود ادامه داد و در سیاست نیز دخیل ماند. در ۱۸۵۶ میلادی، او به انتشار روزنامه خود، پالور هرالد، آغاز نموده و از آن طریق برای لغو برده‌داری دادخواهی نمود.

## جنگ داخلی آمریکا
با آغاز جنگ داخلی آمریکا، البان به عنوان سرهنگ در هنگ پیاده هجدهم ویسکانسین مأموریت دریافت کرد. او در اواخر ۱۸۶۱ و در ماه فوریه ۱۸۶۲ به استخدام داوطلبان آغاز نموده و هنگ خود را در پایگاه تراوبریج، میلواکی آموزش و انسجام می‌داد. این هنگ در ۱۵ مارس ۱۸۶۲ به خدمت فراخوانده شده و بسوی تنسی پیشروی نموده و در آنجا به ژنرال یولیسیز سایمن گرانت از ارتش تنسی ملحق شدند.
آنها در ۵ آوریل به پیتسبرگ لندنگ، تنسی رسیدند و بلافاصله به جناح چپ خط اتحادیه اعزام شدند، این در حالیست که آنها در آن زمان حتی به عنوان یک هنگ هم منسجم نشده بودند. آنها در طول شب پایگاه ساختند و در اوایل صبح از سوی نیروهای کنفدراسیون از دو جناح مورد حمله قرار گرفتند. این هنگ، همانند سایر هنگ‌های غیر منسجم داوطلبان از اوهایو و ایلینوی، در نهایت توانست موضع دفاعی خود را دریافت و در مقابل حملات بعدی نیروهای کنفدراسیون مقاومت کند. اما در این جریان، پس از چندین ساعت نبرد، سرهنگ البان هنگامی که بالای اسب خود بود توسط یک تیرانداز بسیار ماهر مورد اصابت گلوله قرار گرفت. او روز بعد درگذشت و یکی از ۲۳٬۷۴۶ نفری بود که در نبرد شایلو تلف شد. کسی که پس از وی فرماندهی را بر دست گرفت، سرهنگ ساموئل بیل، نیز در این جنگ زخم برداشته و فرمانده بعدی، سرگرد جوسیا دبلیو. کرین، نیز کشته شد.
در نهایت نماینده آینده مجلس گبریل بوک جانشین وی به عنوان فرمانده هنگ شده و برای دو سال بعدی جنگ این هنگ را رهبری کرد.

## میراث
جسد سرهنگ البان به پالور برگردانده شده و در گورستان پالور به خاک سپرده شد.
نُه فرزند از ده فرزند سرهنگ البان پس از مرگ وی به حیات ادامه دادند. برادر وی ویلیام نیز به تعقیب وی به ویسکانسین آمده و در پالور مسکن گزین شد.
دهکده و اجتماع البان، ویسکانسین در شهرستان پورتیج به افتخار وی نام‌گذاری شده‌است.